# Johan Mellbye
Johan Georg Hansteen Mellbye, född 9 december 1835 i Trøgstad, död 21 september 1913 i Vestre Aker, var en norsk militär. 
Mellbye blev 1877 chef för norska gardet i Stockholm, 1882 chef för norska jägarkåren i Kristiania, 1894 generalmajor och chef för Kristiansands infanteribrigad, 1895 chef för andra Akershusiska infanteribrigaden och kommendant på Akershus fästning samt utnämndes 1901 till generallöjtnant och tog avsked 1904. 
Mellbye var ordförande i skyttekommittén 1884–85, medlem av artilleri- och konstruktionskommittén, av permanenta gevärskommissionen och av de svensk–norska gevärskommittéerna 1889 och 1893. I norska armén införde han Krag–Jørgensens gevär. Mellbye var 1899 ordförande i befästningskommittén rörande försvaret av Kristiania och hade väsentlig andel i dess hemställan om anläggningen av de senare gränsfästningarna. Han var ordförande i kommittén för restaureringen av Akershus fästning.